# Belisarius ibericus
El  escorpión ciego ibérico (Belisarius ibericus) es una especie de escorpión de la familia Troglotayosicidae.
Fue descrito en 2015 a partir de un solo ejemplar conservado en el Museo Nacional de Historia Natural de Francia que había sido supuestamente recogido en 1952 en la Sierra de las Nieves bajo unas rocas cerca de una entrada de cueva a unos 800 – 860 metros sobre el nivel del mar. Por ello, existen dudas de la verdadera existencia de esta especie.